# Ignacio Zaragoza, Soyaniquilpan de Juárez
Ignacio Zaragoza är en ort i kommunen Soyaniquilpan de Juárez i delstaten Mexiko i Mexiko. Samhället hade 1 171 invånare vid folkräkningen 2020.